# Зустрічний вітер
«Зустрічний вітер» (фр. Des vents contraires) — кінофільм режисера Джаліля Леспера, що вийшов на екрани в 2011 році.

## Зміст
Життя письменника Поля повністю змінюється, коли його дружина Сара зникає. Після року безуспішних пошуків він стає зовсім розбитою людиною, змученою сумнівами і почуттям провини. Його останній шанс це почати життя з чистого аркуша. Разом з дітьми Поль повертається в місто свого дитинства Сен-Мало. Однак несподівана зустріч там надасть його планам абсолютно непередбачений поворот.

## Ролі
| Актор          | Роль |
| -------------- | ---- |
| Бенуа Мажимель | -    |
| Ізабель Карре  | Жозі |
| Антуан Дюлері  | -    |
| Рамзі Бедіа    | -    |
| Булі Ланнерс   | -    |
| Марі-Анж Каста | -    |
| Одрі Тоту      | -    |
| Даніель Дюваль | -    |
| Лубна Азабаль  | -    |
| Аврора Клеман  | -    |

## Знімальна група
- Режисер — Джаліль Леспер
- Сценарист — Олів'є Адам, Марі-П'єр Хастер, Маріон Лене
- Продюсер — Вассім Беджі, Емілі Шатель
- Композитор — Давид Моро